# Platzerlaubnis
Die Platzerlaubnis (Abkürzung PE), auch Platzreife, ist in Deutschland, Österreich, der Schweiz und wenigen anderen Ländern der notwendige erste Schritt vom Interessenten zum allgemein anerkannten Golfspieler. Sie ist überwiegend die Voraussetzung dafür, auf dem clubeigenen Golfplatz zu spielen und einen Mitgliedsausweis mit Handicap-Nachweis zu erhalten.

## Clubinterne Platzerlaubnis
Im Rahmen ihres Hausrechts kann jede Golfanlage selbst entscheiden, unter welchen Voraussetzungen das Spielen auf dem eigenen Platz erlaubt wird. Die Kriterien für die Platzerlaubnis können daher von Golfplatz zu Golfplatz stark variieren. Allgemein werden nach einer ersten Lernphase (Einzelunterricht oder Platzreife-Kurs) die grundlegenden Regel- und Etikette-Kenntnisse sowie spielerische Fertigkeiten der Golf-Einsteiger überprüft, bevor diese die Erlaubnis zum Spielen auf dem Heimatplatz erhalten. So soll sichergestellt werden, dass Anfänger erst dann auf dem Golfplatz spielen, wenn sie sich und andere auf dem Platz nicht gefährden und ein einigermaßen zügiges Spiel gewährleisten können.
Aufgrund der Platzerlaubnis und der Mitgliedschaft in einem Golfclub erhalten die Spieler in Deutschland einen Ausweis („DGV-Ausweis“), der dem Besitzer die Mitgliedschaft und die Platzreife (PE) bescheinigt. Das erste Handicap gibt es seit 2017 erst mit einem Turnierergebnis. Damit ist das Spielen auf den meisten Golfplätzen möglich. Manchmal gibt es eine zusätzliche Handicapbeschränkung (z. B. 45 oder 36). Ohne Platzerlaubnis bzw. ohne Handicap können in Deutschland weitgehend nur sogenannte „öffentliche“ Plätze bespielt werden. Dies sind häufig „Pay&Play“- oder Kurzplätze mit 3 bis 9 Bahnen.
Eine Platzerlaubnis wird auch in vielen anderen europäischen Ländern erwartet. In anderen Ländern, wie den USA ist eine Platzreife hingegen unbekannt. Stattdessen werden dort Marshalls eingesetzt, welche störende Spieler vom Platz weisen.

## DGV-Platzreife
Die unterschiedlichen Maßstäbe, die bei der Erteilung einer Platzerlaubnis angelegt wurden, erschwerten die gegenseitige Anerkennung der Zertifikate. Daher gibt es seit dem Jahr 2006 in Deutschland die DGV-Platzreife (Deutscher Golf Verband (DGV)), die inzwischen von mehr als 650 lizenzierten Golfanlagen und Golfschulen angeboten wird und an den meisten Golfplätzen in Deutschland für eine Platzerlaubnis ausreicht. Hierbei handelt es sich um eine standardisierte Prüfung des DGV für die geforderten grundlegenden Regel- und Etikette-Kenntnisse sowie spielerischen Fertigkeiten der Golf-Einsteiger.

### Prüfung
Die DGV-Platzreife gliedert sich in drei Abschnitte, von denen jeder Abschnitt separat bestanden werden muss.

#### Schulung des Verhaltens auf dem Platz
Die Schulung über das Verhalten auf dem Platz ist der erste Teil der Prüfung. Der Prüfer und die Prüflinge demonstrieren auf einer Golfbahn anhand praktischer Beispiele das richtige Verhalten auf dem Platz (z. B. Sicherheit, zügiges Spiel, Schonung des Golfplatzes). Dazu geht der Prüfer auf die wichtigsten Stationen ein: Abschlag, auf der Bahn, auf dem Grün.

#### Golfspiel
Es werden neun Löcher gespielt und die sechs besten davon gewertet. Auf Grundlage einer (fiktiven) Vorgabe -54 muss der Spieler mindestens zwölf Stableford-Netto-Punkte erzielen. Bezogen auf die sechs gewerteten Löcher entspricht diese einer Clubvorgabe von -54. Die drei weiteren Löcher werden dem Prüfling als Bonus zugestanden.

#### Theorie
Im letzten Prüfungsteil werden in 30 Minuten im Multiple-Choice-Verfahren 30 Fragen beantwortet. Es handelt sich um 15 Regelfragen, davon je fünf leicht/mittel/schwer, zwölf Etikettefragen und drei allgemeine Fragen zum Golfsport. Zum Bestehen dürfen maximal vier Fehler bei den Regelfragen und zwei Fehler bei allen anderen Fragen gemacht werden.
Das offizielle Regelbuch ist als Hilfsmittel zugelassen.

### Anerkennung
Alle Anbieter der DGV-Platzreife haben sich dazu verpflichtet, bei neuen Mitgliedern auch die auf einer anderen Anlage absolvierte Prüfung anzuerkennen. Jedoch können die Platzbesitzer in jedem Fall weitere Kriterien für die Platzerlaubnis von den Mitgliedern verlangen, die über die DGV-Reife hinausgehen.

### Lizenz-Vereinbarung für Golfanlagen
Die DGV-Platzreife wird durch eine Lizenzvereinbarung an Golfanlagen vergeben und ist beschränkt auf Golfanlagen mit DGV-Mitgliedschaft in Deutschland.

## Quelle
- Eintrag Platzreife im Golflexikon